# 卡马尔马-德埃斯特鲁埃拉斯
卡马尔马德埃斯特鲁埃拉斯，是西班牙马德里自治区的一个市镇。总面积35.43平方公里，总人口6995人（2013年），人口密度197人/平方公里。